# Matszja

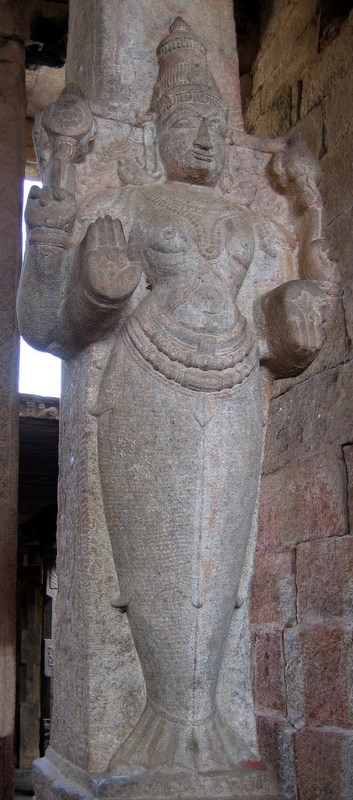
Matszja

Matszja (dévanágari: मत्स्य, jelentése: "hal"), a hal, a hinduizmus mítikus alakja, Visnu isten első megtestesülése, avatára. A hinduizmus egyik elképzelése szerint a jó és a rossz egyaránt megtalálható a világban. Amikor a rossz túlsúlyba kerül, Visnu, a megtartó feladattal rendelkező isten valamilyen élőlény formájában megtestesül, és visszaállítja az egyensúlyt. A jelenlegi korszakban, mahájugában hal formájában avatkozik be először, hogy megmentse az élőlényeket, az emberiséget és a tudást, a Védát.
Matszja az emberiség aranykorában, a Szatja-jugában jelenik meg, bárkát építtet, ahová a föld élőlényei bemenekülhetnek. A bárkán vannak az ősbölcsek, a risik is. Amíg tart az özönvíz, Matszja az ember kérdéseire válaszol, ennek leírt formája a Matszja-purána. Az özönvíz után az emberek partra szállnak, benépesitik a földet, a risik gondoskodnak a Védák tudásának megőrzéséről. Visnu pedig elmondja, hogy valahányszor a rossz túlsúlyba kerül, újra testet ölt, és visszaállítja az egyensúlyt.
A történet egy másik változata:
A világegyetem egyik káoszának idején, az alvó Brahma szájából kiemelkedő Védát egy démon, Hajagríva ellopja. Visnu, mint Matszja megszerzi a Védát, megismerteti az emberiséggel, a démont pedig megöli.

## Matszja özönvízlegendája
A hindu időszámítás szerint a világra a teremtés és pusztulás folyamatos ciklusai jellemzők. Egy mahájuga, amely 4 320 000 évet ölel fel, 71 mantavantara (1 Manu élet) időszakból áll. Ezek a korszakok egy-egy manu (bölcs) irányítása alatt állnak.
A jelenlegi Manu-korszakot megelőző korszak végén élt Szatjavrata, a Naptól származó bölcs király.
Egyszer, amikor a király éppen vízáldozatot végzett a tenger partján, egy kis hal akadt a kezébe. A halacska kérte, hogy ne dobja vissza a tengerbe, védje meg a ragadozó halaktól. A király ekkor egy kisebb edénybe tette a halat. A hal rövid idő alatt hatalmasra nőtt, végül kérte a királyt, vigye vissza a tengerbe.
Mielőtt a hal elúszott volna, figyelmeztette a királyt, hogy nemsokára bekövetkezik a következő prajala, a korszak végére jellemző pusztulás. Azt tanácsolja a királynak, építsen bárkát, vigye magával a hét bölcset, minden állatból egy párt és minden növény magjából egyet.
Amikor bekövetkezik pusztulás, megérkezik a vízözön, a bárka mellett megjelenik az egyszarvú Matszja és egy kígyó. A király a bárkát a kígyóval Matszja szarvához kötözi, aki magával vontatva megóvja a bárkát és utasait a pusztulástól. Az özönvíz levonulása után a bárka utasai kiszállnak, újra benépesítik a földet, megkezdődik az új manu-korszak.

## Matszja az indiai rege- és mondakincsben
Az indiai regék és mondák három fő csoportba sorolhatók.
1. A Védák, mely már i. e. 2. évezredben létezett. Az ősi szanszkrit nyelven keletkezett szent szövegeket, himnuszokat az i. e. 2. évezredben északnyugatról bevándorló indoeurópai nép, az árják hozták magukkal. Visnu mint kisebb isten már megjelenik a Rigvédában is, a legősibb védában. Az özönvízhez kapcsolódó legenda is ehhez a körhöz tartozik.
2. Az i. e. 1500-500 között rendszerezett brahmanizmus melyben Visnu már a három főistenség, a trimúrti egyike. Már kialakulásától két fő vallási irányzat különböztethető meg, a Siva központú saivizmus és a Visnu központú vaisnavizmus. Visnu a megtartó szerepében vigyáz a világra, így illeszkedik történetébe a szárazföldi élőlények és a tudás megmentése a vízözön idején.
3. A 6. században a hinduizmus az új vallások, a buddhizmus, dzsainizmus és az iszlám nyomására a brahmanizmus gyökerein alakul ki, magába olvasztva helyi vallási elemeket, isteneket is. Megjelenik Visnu tíz avatárája, elsőként Matszja, a hal.

A hinduizmusban az irányzatok nem vetélkednek, nem harcolnak egymással. Elismerik egymás szent szövegeit, közös a mondaviláguk is, bár az irányzatok mást tekintenek kiemelkedő fontosságúnak. Az indiaiak számára ősi regéik, mondáik ma is élők, a mindennapi életük részei.

## A mítosz kialakulása
Az India felé vándorló ó-indek, az árják hozták magukkal a történet alapját, mely szerint Visnu bárkát építítetett az emberekkel, melyet óriás hal formában maga irányít biztos melyre. Az őslakos népek vallásával összeolvadva kialakul az avatára típusú megközelítés, így válik Matszja, a hal Visnu első avatárájává.

## Matszja-purána
A Matszja-purána Visnu kinyilatkoztatásait tartalmazza, párbeszédes formában. Mivel a kinyilatkoztatást Visnu a hal-inkarnáció formájában mondta el, ezért hívják Matszja-puránának.
A purána 15.000 verspárból áll, 291 fejezetben.